# فساد في الحكومات المحلية
يمكن أن توجد بعض العوامل الديموغرافية المحددة في منطقة محلية يمكن أن تؤدي إلى الفساد أو تشجعه في الحكومة المحليَّة. وتتعلق العوامل الديموغرافية بالتركيبة السكانية، والتي تشير إلى دراسة إحصاءات السكان من البشر وتغيراتهم واتجاهاتهم، بما في ذلك السمات الشخصية للبشر مثل التعداد والهجرة والعمر والجنس والطبقة الاجتماعية ومستوى التعليم والعرق والدين والمهنة والحالة العائلية. ونظرًا لوجود العديد من العوامل التي يمكن أن تؤدي إلى الفساد في الحكومات المحلية، فإنه من الصعب دراسة أنماط الفساد بشكل تجريبي، ولكن في الفترات الأخيرة، جعلت إستراتيجيات الأبحاث المحسنة ومصادر المعلومات إجراء مثل تلك الدراسات أسهل وأفضل.

## أنواع الفساد التي يتم اكتشافها في الحكومات المحلية
هناك العديد من أنواع الفساد السياسي التي تظهر في الحكومات المحلية. وبعضها أكثر شيوعًا من البعض الآخر، والبعض منها يكون سائدًا بشكل أكبر من حكومات محلية معينة بخلاف القطاعات الأكبر من الحكومات. ويمكن أن تكون الحكومات المحلية أكثر عرضة للفساد بسبب التفاعلات بين الأفراد والمسئولين التي تتم على مستويات أعلى من المودة والألفة وبشكل أكثر تكرارًا على مستويات غير مركزية بشكل أكبر. ويمكن ملاحظة أشكال الفساد المتعلقة بالأموال مثل الرشوة والابتزاز والاختلاس واختلاس الأموال العامة في أنظمة الحكومات المحلية. ومن بين الأشكال الأخرى للفساد الحكومي المحسوبية وأنظمة المحاباة. وقد تمثل أحد الأمثلة التاريخية على ذلك في مجموعة بلاك هورس كافالاري، وهي مجموعة من المشرعين في ولاية نيويورك من المتهمين بابتزاز المؤسسات.
ويقصد بالرشوة عرض شيء ما غالبًا ما يكون في شكل أموال، ولكن يمكن أن يكون في شكل سلع أو خدمات أخرى من أجل الحصول على ميزات بشكل غير عادل. ومن الميزات الشائعة التي يمكن تحقيقها من خلال ذلك تغيير رأي الشخص أو تصرفاته أو قراراته أو تقليل مقدار الرسوم التي يتم جمعها أو تسريع المنح الحكومية أو تغيير النتائج الخاصة بالعمليات القانونية.
ويقصد بالابتزاز التهديد بالإضرار أو الإضرار الفعلي بالشخص أو بسمعته أو ممتلكاته من أجل الحصول على الأموال أو الإجراءات أو الخدمات أو غيرها من السلع من هذا الشخص بشكل غير مشروع. ويعد الابتزاز المالي من أشكال الابتزاز.
ويقصد بالاختلاس الاستيلاء أو التخصيص غير القانوني للأموال أو الممتلكات التي تم إيداعها في عهدة شخص ما، إلا أنها تكون بالفعل مملوكة للغير. ومن الناحية السياسية، يطلق على ذلك اسم اختلاس الأموال العامة، وهو ما يحدث عندما يستخدم مسئول سياسي الأموال العامة للأغراض الخاصة بشكل غير مشروع.
يقصد بالمحسوبية ممارسة أو الميل إلى محاباة مجموعة أو شخص من الأقارب عند منح الترقيات والوظائف وزيادات الرواتب وغير ذلك من الامتيازات للموظفين. وغالبًا ما يعتمد ذلك على مفهوم التوجه العائلي، والذي يشير إلى أن الشخص دائمًا ما يحترم ويقدر العائلة في كل المواقف، بما في ذلك تلك المتعلقة بالسياسة والأعمال. ويؤدي ذلك ببعض المسئولين السياسيين إلى توفير الامتيازات والمناصب التي تنطوي على سلطة إلى الأقارب اعتمادًا على العلاقات، وبغض النظر عن قدراتهم الفعلية.
أنظمة المحاباة تتكون من منح الامتيازات أو التعاقدات أو التعيين في المناصب من خلال مسئول محلي عام أو مرشح لأحد المناصب السياسية كرد جميل للدعم السياسي. وفي العديد من الحالات، يتم استخدام المحاباة للفوز بالدعم والأصوات في الانتخابات أو أثناء تمرير التشريعات. وتتجاهل أنظمة المحاباة القواعد الرسمية الخاصة بالحكومة المحلية وتستخدم القنوات الشخصية بدلاً من القنوات الرسمية من أجل الحصول على الامتيازات.

## العوامل الديموغرافية التي تسبب الفساد
يمكن أن تكون السمات الاجتماعية الاقتصادية وعدد السكان الذي تتكون منه المنطقة المحلية عاملاً مشجعًا لمسئولي الحكومات المحلية للمشاركة في ممارسات الفساد. ويمكن العثور على أنماط الفساد السياسي في الأماكن التي تحتوي على نفس التركيبة الديموغرافية. وتتمثل العوامل الديموغرافية التي اشتهرت بأنها تؤدي إلى أو تزيد من اجتمالية الفساد في النظام الحكومي المحلي في الدين والعرق والطبقة وحجم المنطقة المحلية والظروف الاقتصادية المحلية والتعليم والثقافة السياسية والجنس. وتكون بعض العوامل مرتبطة ببعضها البعض أو يمكن أن تؤدي إلى عوامل أخرى قد يترتب عليها المزيد من الفساد.

### حجم المنطقة المحلية
تميل المحليات صغيرة الحجم إلى تشجيع الفساد في الحكومات المحلية. وتتطلب المحليات الصغيرة المزيد من المسئولين المحليين لتمثيل الحكومة المحلية وتسيير شئونها. ومع تزايد المسئولين، من الصعب الاستمرار في المراقبة الشديدة لكل منهم وتأسيس إدارة جيدة ومراقبة أنشطتهم. كما يمكن أن تحتوي المحليات الصغيرة كذلك على سياسات غير كافية، بالإضافة إلى عدم كفاءة إجراءات مقاضاة المسئولين المحليين من الفسدة. ويشجع ذلك وقوع الفساد في الحكومة المحلية لأنه توجد احتمالية أضعف باكتشاف الجرم أو المعاقبة، وبالتالي، يمكن أن يتحول المزيد من المسئولين الرسميين إلى عدم النزاهة أو على الأقل يمكن أن يتم إغراؤهم على ذلك.

### حالة الاقتصاد المحلي
تمت ملاحظة أن بطء التطوير الاقتصادي هو واحد من بين العوامل المشجعة على الفساد السياسي. وتعد الممارسات الاقتصادية مثل الاعتماد على الصناعات القائمة على المواد الخام وتجارة المخدرات من السمات المميزة للمدن والمناطق الفقيرة؛ مما يؤدي إلى زيادة مستويات الفساد. كما يؤدي الاعتماد الاقتصادي على بعض الصناعات كذلك إلى ضعف استقرار الحكومات وقلة مقدار الأموال المتاحة لتمويل تلك الحكومات. وتؤدي الاقتصادات الهشة إلى زيادة مستويات الفقر وقلة فرص الهروب من براثنه. ويعد الفقر من العوامل الشهيرة التي تشجع على الفساد في الحكومات المحلية. وفي بعض الأحيان، تحصل الأماكن التي ينهار فيها الاقتصاد والتي ينتشر فيها الفقر على القروض، أو تبدأ في تطبيق برامج الإعانة لدعم الاقتصاد المحلي والشعب، ويمتلك المسئولون الحكوميون في الغالب القدرة على أخذ الأموال أو البضائع من أجل تحقيق مكاسب بشكل غير مشروع. ومع قلة الأموال المتاحة، تتزايد فرصة حصول المسئولين المحليين على رواتب أقل، وهو ما يعد بمثابة عامل آخر يمكن أن يدفع إلى الفساد. ويتجه العديد من المسئولين الذين يحصلون على أجور ضعيفة لا تكفي للوفاء بمتطلباتهم الضرورية في الكثير من الأحوال إلى الفساد وتجربة أمور مثل اختلاس الأموال التي تكون في عهدتهم في الخزانة العامة المحلية. ويمكن أن تسبب الأجور الضعيفة حالة من عدم الأمان الاقتصادي، وقد تشجع السياسيين على الاستفادة من الفرص الحالية كونهم يشغلون مناصب عامة ذات سلطات. وعلى النقيض، يقول بعض الباحثين إنه كلما زاد مقدار الأموال الذي تنفقه الحكومة المحلية، زادت احتمالية إنفاق تلك الأموال بشكل غير فعال، وهو ما يمكن أن يؤدي إلى شبهات فساد. وبشكل عام، فإنه من المتصور أن تكون الحكومات المحلية في المحليات الأفقر أكثر فسادًا من المحليات الغنية.

### التعليم
يُنظر إلى المستويات المنخفضة من التعليم التي غالبًا ما تنجم عن الفقر على أنها عامل يشجع على ممارسات الفساد الحكومية. ومع توفر مقادير أقل من التعليم، لا يكون لدى الشعب قدر كبير من المعلومات فيما يتعلق بكيفية عمل الحكومة والحقوق التي يمتلكونها في ظل تلك الحكومة. ويكون من الأسهل على شاغلي المناصب من الفاسدين إخفاء الأنشطة الفاسدة عن الشعب ضعيف التعليم. وتقل احتمالية أن يكون المواطنون من غير المتعلمين على دراية بالفساد في الحكومات المحلية أو كيفية إيقافه، وبالتالي، يتمكن الفساد من البقاء والاستشراء. وبدون نوع من أنواع الوعي السياسي، لن يدرك المواطنون أي المرشحين يمكنهم اختياره، ومن منهم يتسم بالنزاهة ومن لا يتسم بالنزاهة، أو الوسائل الأخرى التي يمكن من خلالها منع الفساد من الظهور في الحكومات المحلية لديهم. وغالبًا ما يؤدي ذلك إلى أن تخضع المحليات دائمًا لسيطرة واحد أو أكثر من المسئولين الفاسدين الذين يستخدمون ممارسات المحسوبية أو المحاباة من أجل البقاء في المنصب أو من أجل استمرارية التأثير في الحكومة على مدار فترات زمنية طويلة. وعندما يكون القادة السياسيون المحليون أقل تعليمًا، تقل احتمالية عثورهم على طرق مشروعة لجعل المنطقة المحلية جيدة الهيكلة وأكثر إنتاجية وأكثر نجاحًا.

### الثقافة المحلية للمنطقة المحلية
يكون لدى العديد من الحكومات المحلية ثقافة سياسية راسخة مع بعض التوقعات والممارسات المحددة التي غالبًا ما تحدد ما يمكن اعتباره على أنه أمر مقبول أو غير مقبول في إطار السياسات المحلية. وفي المناطق المحلية التي تحتوي على ثقافة سياسية غير مطورة أو التي تكون في سبيلها لتطوير تلك السياسات، غالبًا ما تكون المحاسبة والشرعية في مستويات منخفضة، ولا تكون مبادئ الأخلاقيات في الحكومة راسخة. ويمكن أن يشجع ذلك على وقوع الفساد في الحكومة المحلية لأن المواطنين لا يعرفون ما يمكن أن يتم اعتباره فسادًا، ولا يخشى المسئولون الحكوميون من أن أن يصبحوا فسدة بسبب ضعف مستويات المحاسبة. وفي بعض الأماكن، تكون الحكومات المحلية فاسدة لفترة طويلة للغاية لدرجة أن المواطنين يعتقدون أن تلك الطريقة هي التي يجب التعامل بها لأن ذلك هو كل ما تعرفوا عليه. كما تؤدي فترات عدم الاستقرار السياسي كذلك إلى الفساد في الحكومات لأن الشعب لا يكون على دراية بالكيفية التي يجب أن تعمل بها الحكومة، وبالتالي، لا يعرفون الممارسات التي تكون فاسدة أو كيفية إيقافها إذا كانت فاسدة فعلاً.